# 不動堂岡右衞門
不動堂 岡右衞門（ふどうどう おかえもん）は、江戸時代の大相撲の第41代大関。番付上は「九州」頭書。
安永元年(1772年)冬場所(11月)、東大関として初土俵。以降安永2年(1773年)冬場所(10月)の引退まで連続3場所大関を務めた。江戸相撲では一度も黒星がない大関であるが、相撲を取ったのは5番だけで、看板大関であった。その後京都相撲へと移り、安永3年(1774年)8月に下の名前を峰右衛門と称して東大関として名を出した。

## 主な成績（江戸）
- 通算成績：4勝0敗1預19休

| 1772年 | x            | 東大関 2–0–6     |
| 1773年 | 東大関 1–0–7 | 東大関 1–0–6 1預 |
| 各欄の数字は、「勝ち-負け-休場」を示す。 優勝 引退 休場 十両 幕下 三賞：敢=敢闘賞、殊=殊勲賞、技=技能賞 その他：★=金星 番付階級：幕内 - 十両 - 幕下 - 三段目 - 序二段 - 序ノ口 幕内序列：横綱 - 大関 - 関脇 - 小結 - 前頭（「#数字」は各位内の序列） |              |                  |